# 藤原竜也
藤原 竜也（ふじわら たつや、1982年〈昭和57年〉5月15日 - ）は、日本の俳優・タレント。埼玉県秩父市出身。ホリプロ所属。

## 来歴
1997年、蜷川幸雄演出の舞台『身毒丸』主役オーディションでグランプリを獲得し、俳優デビューする。バービカン・センター（ロンドン）での公演にて、「15歳で初舞台とは思えぬ存在感で天才新人現る」と絶賛され、翌年の凱旋公演も行われた。
2000年、映画『バトル・ロワイアル』の主演に抜擢された。
2001年、『新・星の金貨』で連続ドラマで初主演を務める。
2003年、日本演劇史上最年少21歳でタイトル・ロールを演じた舞台『ハムレット』で、主な演劇賞を総嘗めにした。
2004年、『新選組!』の沖田総司役でNHK大河ドラマ初出演。
2005年、リンカーン・センター（ニューヨーク）にて舞台『近代能楽集〜弱法師〜』の俊徳役を演じ、「NYタイムズ」でも評価を受けた。
2007年2月から6月まで仕事を一時休業し、ロンドンに留学した。帰国後、ロイヤル・シェイクスピア・カンパニーのグレゴリー・ドーラン演出の舞台『ヴェニスの商人』に出演。
2008年、ジョン・F・ケネディ・センターに於ける『身毒丸』ワシントンD.C.公演にて、2002年のファイナル公演以来6年ぶりに身毒丸役を演じ、「ワシントン・ポスト」などの地元各紙で高い評価を受けた。
2009年、井上ひさし作、蜷川幸雄演出による舞台『ムサシ』で宮本武蔵役。
2010年、舞台『ANJIN イングリッシュ・サムライ』で台詞の7割が英語の宣教師役。バービカン・センター（ロンドン）、リンカーン・センター（ニューヨーク）で舞台『ムサシ』を再演した。9年ぶりに連続ドラマ『おじいちゃんは25歳』の主演を務める。
2011年、ドラマ『遺恨あり 明治十三年 最後の仇討』で臼井六郎を演じ、第37回放送文化基金賞演技賞を受賞。
2014年、日本テレビ系ドラマ『ST 赤と白の捜査ファイル』で13年ぶりにゴールデン・プライム帯の連続ドラマ主演を務める。
2015年、2003年に自身がタイトルロールを演じ、数々の演劇賞を受賞した舞台『ハムレット』で12年ぶりに再びハムレット役を演じる。
私生活では、2013年5月に一般女性との年内結婚を報告。2016年6月、第1子の誕生をウェブサイトで発表した。

## 人物
- 秩父市立秩父第二中学校卒業。堀越高等学校中退[7]。
- 竜也という名前は、祖父の「天に昇る竜の如くすくすくと育つように」との想いから命名された。父親は単身赴任が多く、ほとんど家にいなかった。母親は秩父で飲食店を経営している。顔は母親似。3人兄姉の次男（末っ子）で、兄と姉がいる。11歳の時に姪が生まれ、若くして叔父になった。幼少のころ帰宅した際に父親が小麦粉まみれになっていたというエピソードを番組「藤原竜也の一回道」で語っている。
- 身長178cm、チェスト82cm、ウエスト75cm、ヒップ：86cm、シューズ27.0cm（公式HPより）。
- 2013年に、一般女性との結婚を発表。妻との初デート場所は、京都市にある鴨川だった。
- パソコンなどのメディア機器等々を上手に使うことが出来ない、いわゆる機械音痴であり、パソコンのキーボード入力ですらままならない。また、スマートフォンが多く普及した今日でも、2014年まで従来型の携帯電話（いわゆるガラケー）を使用していたという。
- 蜷川幸雄曰く、「集中力があって、真面目で努力家。ストイックで、役の事しか考えられない」[8]。

### 趣味・嗜好
- 特技はサッカーで、埼玉県中学校大会ベスト4まで勝ち上がったことがある[9] 。好きな作家は村上春樹。漫画では『魁男塾』が好き。水が苦手であり、水泳も苦手な金槌である。以前、荒川で水難事故に遭い、何かを悟った。また、高所恐怖症である。幼少時から長渕剛の大ファン。「ていうか、同志」と、本人は言う。
- 尊敬する俳優は、皆無。近年はキサラに出ている、ものまね芸人流コウキと親交がある。大杉漣に夢中になっていたことがあったが、「生まれ変わったらトンビになりたい。」と答えている。
- 洋画よりも邦画が好きで、特に黒澤明監督や深作欣二監督など、昔の邦画が好きとのこと[10]。
- 好きなスポーツチームは、埼玉出身であることから、Jリーグ・浦和レッズとプロ野球パ・リーグの埼玉西武ライオンズのファンである。
- 自身も酒豪且つ喫煙者（ヘビースモーカー）であることから、「酒場詩人」こと吉田類の大ファンであり、ゲストとして出演したメレンゲの気持ちではサプライズゲストとして吉田類との対面を果たした。現在は吉田兄弟のファンである。
- 幼少期は蛸が大好物で「タコのたっちゃん（トシちゃん）」というアダ名をつけられていた[11]。
- クイックルワイパーが好きである。[注 2]

### エピソード
- 1997年3月、遊びに来ていた池袋の街角で、ホリプロ入社3年目の女性社員に『身毒丸』主役オーディションのチラシを渡される。その時は名前を聞かれただけで連絡先も聞かれなかった。オーディションでは第1次書類選考の段階で落とされていたが、チラシを渡した女性社員が何度も合格書類に紛れ込ませ、選考を残る[12][13]。
- 最終審査で蜷川幸雄の面接と演技テストを受け、そのダメ出しの反応のよさと、何の色にも染まっていない演技に選考委員9名の票が集まり、応募総数5537名の中からグランプリに選ばれる。採用後の稽古では、蜷川の指導の厳しさに何度も泣いたことがあり、「辞めたい」と思ったこともあると語っている。
- 進学した高校を4日で中退している。これは本人が4日であると発言している。退学した理由は、学校帰りに稽古場を訪れた際、蜷川幸雄と唐十郎の会話を聞いて「小説を読んでいるような高貴な言葉の連続で、僕が学ぶべき場所は高校じゃなくて稽古場なんだ」と思ったからだという[7]。
- 1997年の『身毒丸』ロンドン公演千秋楽前日に持病の腰痛が悪化し、千秋楽昼公演は急遽代役を立てて行われた。夜公演もそのまま代役で行う予定だったが、それを知った藤原は蜷川に「どうしても舞台に立ちたい」と懇願し、それに蜷川が折れ、代役を舞台袖に待機させたまま藤原が舞台に立った。動くことすら出来なかった藤原は、それまでの公演を上回る鬼気迫る演技を見せ「あの千秋楽は一生忘れられない、それくらい凄かった」と、蜷川は後に語っている。
- 2004年の『ロミオとジュリエット』東京公演の際にも、再び腰痛が悪化。特に12月11日の公演直後、全く足が上がらない状態になった。しかし著名な整体師にかかったことで、翌日にはなんとか回復し、2005年2月25日までの約3ヶ月に及ぶ公演を一度も穴をあけずにやり遂げる事ができた。
- 深作欣二監督に才能を認められ、『バトル・ロワイアル』と監督の遺作となった『バトル・ロワイアルII 【鎮魂歌】』で共に仕事をしている。9・11の影響で制作が中止になった『愛と幻想のファシズム』など他にも何作か映画が制作される予定だったが、実現することはなかった。それについて本人は後に「映画の楽しさを教えてくれた方だった。もっと一緒に仕事をして、色々な事を学びたかった。でもそういう運命だったんだと思う」と語っている。
- 2004年、『新選組!』で沖田総司を演じた[注 3]。
- 2006年1月3日に「古畑任三郎 ファイナル」に犯人役として出演。歴代の犯人役の中では唯一1980年代生まれである。
- 2006年に出演した舞台『オレステス』では、役作りのため、デビュー以来初めて髭を伸ばした。
- 映画『カイジ 人生逆転ゲーム』では、役作りの為に10kgの減量をし、世界観を味わう為に自腹でパチンコ店に通った。
- 舞台『ANJIN イングリッシュ・サムライ』では役のために2ヶ月間ロンドンやイギリスに語学留学。現役俳優が講師で、“攻撃的な教え方”という指導を受けた[14]。
- 2009年に演歌歌手の冠二郎、落語家の林家たい平、THE ALFEEの桜井賢と共に秩父市の観光大使に任命されている[15]。
- 過去に酔っぱらった状態で船越英一郎に電話をかけ「英ちゃん」と呼んだことがあり、後に親交のある宇梶剛士から電話で怒られ、後日謝罪した[16]。
- 2010年に井上ひさしの書き下ろし新作舞台『木の上の軍隊』（藤原、北村有起哉、吉田鋼太郎の三人芝居）が上演される予定であったが、井上の病状悪化に伴い、演目が『黙阿彌オペラ』に変更された。その数週間後、井上は死去した。生前の井上は「藤原さんをもっと成長させたければ五郎蔵役はぜひやってほしい」と語っていた。2013年に井上の遺志を引き継ぎ蓬莱竜太脚本で上演。
- 映画『るろうに剣心 京都大火編』と『るろうに剣心 伝説の最期編』で志々雄真実役を演じた。撮影の際に、全身に包帯を巻いているという原作での志々雄の容姿を再現するためにスーツを着用。
- 2014年に公演した『ジュリアス・シーザー』では、「初日の幕が開いた後も、旅公演中もずっと、いくら追求してもやるべきこと、自分にとっての課題が果てしなくある戯曲だと思いつづけていました。」と語っており、演出の蜷川には「稽古場では言われ放題でした」と言っている。また、通常の稽古だけでは足りなくなり、共演した吉田や横田栄司に一緒に残って稽古をつけてもらえるようにお願いをしたほどの、藤原にとって多くの苦悩を抱えながらも、たくさんの経験を積んだ作品となった[17]。
- 蜷川が主宰しているさいたまネクスト・シアターが公演した『ハムレット』を観た際に、「もう一度自分は『ハムレット』の世界に入りたい」と思い、その思いを蜷川に直訴した。そして2015年に、蜷川新演出の『ハムレット』で、2003年以来にハムレットを再び演じた。

## 出演
※出演作品(時期)（役名）の順に記載。役名が太字のものは主演。

### 舞台
- 身毒丸（1997年LN/1998年、2002年、2008年DC、演出：蜷川幸雄） - 身毒丸 役
- 三島由紀夫と現代演劇 第1部・朗読劇風『卒塔婆小町』（1998年、演出：渡辺えり） - 詩人 役
- 大正四谷怪談（1999年、演出：栗田芳宏） - 伊右衛門 役
- 唐版 滝の白糸（2000年、作：唐十郎・演出：蜷川幸雄） - アリダ 役
- 近代能楽集〜弱法師〜８2000年/2001年LN、2005年NY、演出：蜷川幸雄） - 俊徳 役
- エレファント・マン（2002年、演出：宮田慶子） - ジョン・メリック 役
- NODA・MAP 第9回公演『オイル』（2003年、作・演出：野田秀樹） - ヤマト 役
- ハムレット（2003年、演出：蜷川幸雄） - ハムレット 役
- ロミオとジュリエット（2004年 - 2005年、演出：蜷川幸雄） - ロミオ 役
- 天保十二年のシェイクスピア（2005年、作：井上ひさし・演出：蜷川幸雄） - きじるしの王次 役
- ライフ・インザ・シアター（2006年、作：デヴィッド・マメット・演出：ポール・ミラー） - ジョン 役
- オレステス（2006年、演出：蜷川幸雄） - オレステス 役
- NODA・MAP第12回公演『ロープ』（2006年 - 2007年、作・演出：野田秀樹） - ヘラクレス・ノブナガ 役
- ヴェニスの商人（2007年、演出：グレゴリー・ドーラン） - バサーニオ 役
- かもめ（2008年、演出：栗山民也） - トレープレフ 役
- ムサシ（2009年、2010年LN,NY、2013年SG、2014年KR、2018年、2021年、作：井上ひさし・演出：蜷川幸雄） - 宮本武蔵 役
- ANJIN イングリッシュ・サムライ（2009年 - 2010年、演出：グレゴリー・ドーラン） - ドメニコ 役
- 黙阿彌オペラ（2010年、作：井上ひさし・演出：栗山民也） - 五郎蔵 役
- 水の手紙（2010年11月20日、作：井上ひさし・演出：栗山民也） ※ゲストトーク
- ろくでなし啄木（2011年、作・演出：三谷幸喜） - 石川啄木 役
- 下谷万年町物語（2012年、作：唐十郎・演出：蜷川幸雄） - 洋一 役
- 劇団☆新感線「シレンとラギ」（2012年、作：中島かずき・演出：いのうえひでのり） - ラギ 役
- 日の浦姫物語 （2012年、作：井上ひさし・演出：蜷川幸雄） - 稲若/魚名 役
- 木の上の軍隊（2013年、原案：井上ひさし・作：蓬莱竜太・演出：栗山民也） - 新兵 役
- ジュリアス・シーザー（2014年、演出：蜷川幸雄） - アントニー 役
- ハムレット (2015年、演出：蜷川幸雄） - ハムレット 役[18]
- とりあえず、お父さん（2015年、演出：綾田俊樹） - グレッグ 役[19]
- 鱈々（*だらだら）（2016年、演出：栗山民也） - ジャーン 役
- プレイヤー（2017年、演出：長塚圭史、作：前川知大） - 道彦 役
- アテネのタイモン（2017年、演出：吉田鋼太郎） - アペマンタス 役
- レインマン（2018年、演出：松井周） - チャーリー役
- プラトーノフ（2019年、演出：森新太郎） - プラトーノフ 役
- 渦が森団地の眠れない子たち（2019年、作・演出：蓬莱竜太） - 佐山鉄志 役
- てにあまる（2020年-2021年、脚本：松井周、演出：柄本明） - 鳥井勇気 役
- 終わりよければすべてよし（2021年、演出：吉田鋼太郎） - バートラム 役
- ハリー・ポッターと呪いの子（2022年7月8日 - 9月30日、2023年6月8日 - 9月30日、2024年5月 - 、演出：ジョン・ティファニー） - ハリー・ポッター 役[注 4][20][21]
- 中村仲蔵 〜歌舞伎王国 下剋上異聞〜（2024年2月6日 - 3月31日 / 2025年9月13日 - 21日、演出：蓬莱竜太） - 中村仲蔵 役[22][23]
- マクベス（2025年5月8日 - 25日、演出：吉田鋼太郎） - マクベス 役[24]
- 舞台「世界の終りとハードボイルド・ワンダーランド」（2026年1月10日 - 3月1日〈予定〉、演出：フィリップ・ドゥクフレ） - ハードボイルド・ワンダーランドの私 役[25][26][27]

### 映画
- 仮面学園（2000年、東映、監督：小松隆志） - 堂島暁 役
- バトル・ロワイアルシリーズ  - 七原秋也 役
  - バトル・ロワイアル（2000年、東映、監督：深作欣二）
  - バトル・ロワイアル【特別篇】（2001年、東映、監督：深作欣二）
  - バトル・ロワイアルII 【鎮魂歌】（2003年、東映、監督：深作欣二・深作健太）
- SABU 〜さぶ〜（2002年、キネマ旬報社、監督：三池崇史） - 栄二 役[28]
- ムーンライト・ジェリーフィッシュ（2004年、ポニーキャニオン、監督：鶴見昴介） - 寺沢セイジ 役
- デスノート 実写映画シリーズ - 夜神月 役
  - デスノート（2006年、ワーナー・ブラザース映画、監督：金子修介）
  - デスノート the Last name（2006年、ワーナー・ブラザース映画、監督：金子修介）
  - L change the WorLd（2008年、ワーナー・ブラザース映画、監督：中田秀夫） - 映像のみの出演
  - デスノート Light up the NEW world（2016年、ワーナー・ブラザース映画、監督：佐藤信介）[29]
- カメレオン（2008年、東映、監督：阪本順治） - 野田伍郎 役
- 蛇にピアス（2008年、ギャガ、監督：蜷川幸雄） - 横山悟 役 ※カメオ出演
- 禅 ZEN（2009年、角川、監督：高橋伴明） - 北条時頼 役 ※友情出演
- カイジ 実写映画シリーズ  - 伊藤開司 役
  - カイジ 人生逆転ゲーム（2009年、東宝、監督：佐藤東弥）
  - カイジ2 人生奪回ゲーム（2011年、東宝、監督：佐藤東弥）
  - カイジ ファイナルゲーム（2020年1月10日、東宝、監督：佐藤東弥）
- パレード（2010年、ショウゲート、監督：行定勲） - 伊原直輝 役
- 君が踊る、夏（2010年、東映、監督：香月秀之） - 高木四郎 役 ※友情出演
- インシテミル 7日間のデス・ゲーム（2010年、ワーナー・ブラザース映画、監督：中田秀夫） - 結城理久彦 役
- あぜ道のダンディ（2011年、ビターズ・エンド、監督：石井裕也） - 宮田の同僚 役 ※友情出演
- おかえり、はやぶさ（2012年、松竹、監督：本木克英） - 大橋健人 役
- I'M FLASH!（2012年、ファントム・フィルム、監督：豊田利晃） - 吉野ルイ 役
- 藁の楯（2013年、ワーナー・ブラザース映画、監督：三池崇史） - 清丸国秀 役
- 神様のカルテ2（2014年、東宝、監督：深川栄洋） - 進藤辰也 役
- サンブンノイチ（2014年、角川、監督：品川ヒロシ） - 清原修造/シュウ 役
- MONSTERZ モンスターズ（2014年、ワーナー・ブラザース映画、監督：中田秀夫） - 男 役[30]
- るろうに剣心 実写映画シリーズ - 志々雄真実 役
  - るろうに剣心 京都大火編（2014年、ワーナー・ブラザース映画、監督：大友啓史）
  - るろうに剣心 伝説の最期編（2014年、ワーナー・ブラザース映画、監督：大友啓史）
- 映画 ST赤と白の捜査ファイル（2015年、東宝、監督：佐藤東弥） - 赤城左門 役[31]
- 探検隊の栄光（2015年、東宝映像事業部、監督：山本透） - 杉崎 役[32]
- 僕だけがいない街（2016年、ワーナー・ブラザース映画、監督：平川雄一朗） - 藤沼悟 役[33]
- 22年目の告白 -私が殺人犯です-（2017年、ワーナー・ブラザース映画、監督：入江悠） - 曾根崎雅人 役[34]
- 泣き虫しょったんの奇跡（2018年、東京テアトル、監督：豊田利晃） - 見知らぬ男性 役 [35]
- 億男（2018年10月19日公開、東宝、監督：大友啓史） - 千住清人 役 [36]
- Diner ダイナー（2019年7月5日公開、ワーナー・ブラザース映画、監督：蜷川実花） - ボンベロ 役[37]
- 人間失格 太宰治と3人の女たち（2019年9月13日公開、松竹、監督：蜷川実花） - 坂口安吾 役[38]
- 太陽は動かない（2021年3月5日、ワーナー・ブラザース映画、監督：羽住英一郎） - 鷹野一彦 役[39]
- 鳩の撃退法（2021年8月27日、松竹、監督：タカハタ秀太） - 津田伸一 役[40]
- ノイズ（2022年1月28日、ワーナー・ブラザース映画、監督：廣木隆一） - 泉圭太 役（松山ケンイチとのダブル主演）[41]
- 映画 おいハンサム!!（2024年6月21日、東宝、監督：山口雅俊） - 原さん 役[42]
- 聖☆おにいさん THE MOVIE〜ホーリーメン VS 悪魔軍団〜（2024年12月20日、東宝、監督：福田雄一） - ルシファー 役[43]
- 劇場版 全領域異常解決室（2026年公開予定、監督：石川淳一） - 興玉雅 役[44]

### テレビドラマ
- それが答えだ!（1997年7月 - 9月、フジテレビ） - 榊演也 役
- 愛しすぎなくてよかった（1998年1月 - 3月、テレビ朝日） - 高沢充 役
- 三姉妹探偵団 第7話・第8話（1998年1月 - 3月、日本テレビ） - 有田勇一 役
- サイバー美少女テロメア（1998年4月 - 6月、テレビ朝日） - 真岡サトル 役
- 楽園への橋（1998年6月29日、読売テレビ） - 池尾純 役
- 凍りつく夏（1998年7月 - 9月、読売テレ） - 及川祐介 役
- チェンジ!（1998年10月 - 12月、テレビ朝日） - 沢村健児 役
- 世紀末の詩 第6話（1998年10月 - 12月、日本テレビ） - 広田碧 役
- ボーダー 犯罪心理捜査ファイル 第3話（1999年1月 - 3月、読売テレビ） - 沖野雅彦 役
- 卒業旅行（1999年3月22日、日本テレビ） - 横田純平 役
- L×I×V×E（1999年4月 - 6月、TBS） - 篠田和臣 役
- 天国のKiss（1999年7月 - 9月、テレビ朝日） - 篠原櫂 役
- 君が教えてくれたこと（2000年4月 - 6月、TBS） - 雨宮潤 役
- 聖の青春（2001年1月6日、中国放送・TBS） - 村山聖 役
- いくつもの海を越えて (2001年3月6日、日本テレビ） - 湊崇暢 役
- 新・星の金貨（2001年4月 - 6月、日本テレビ） - 村岡一樹 役
- SABU 〜さぶ〜（2002年5月14日、名古屋テレビ） - 栄二 役 [28]
- かまいたちの夜（2002年7月3日、TBS） - 佐竹高彦 役
- 愛なんていらねえよ、夏（2002年7月 - 9月、TBS） - 芥川奈留 役
- 大河ドラマ 新選組!（2004年1月 - 12月、NHK） - 沖田総司 役
  - 新選組!! 土方歳三 最期の一日（2006年1月3日、NHK） - 沖田総司 役(回想シーンのみ)
- 八つ墓村（2004年10月1日、フジテレビ） - 井川(田治見)辰弥 役
- 赤い疑惑（2005年6月15日 - 6月29日、TBS） - 相良光夫 役
- 古畑任三郎ファイナル第40回（第1夜）「今、甦る死」（2006年1月3日、フジテレビ） - 堀部音弥 役
- 戦国自衛隊・関ヶ原の戦い（2006年1月31日・2月7日、日本テレビ） - 小早川秀秋 役
- 東京大空襲（2008年3月17日・18日、日本テレビ） - 大場博人 役
- わが家の歴史（2010年4月10日 - 11日、フジテレビ） - 手塚治虫 役
- おじいちゃんは25歳（2010年11月、TBS） - 栗原稔 役
- 遺恨あり 明治十三年 最後の仇討（2011年2月26日 テレビ朝日） - 臼井六郎 役
- 東野圭吾3週連続スペシャル『ブルータスの心臓』（2011年6月17日、フジテレビ） - 末永拓也 役
- ピースボート -Piece Vote-（2011年7月 - 9月、日本テレビ） - 脇谷優 役 ※特別出演
- ST 警視庁科学特捜班（2013年4月10日、日本テレビ） - 赤城左門 役
  - ST 赤と白の捜査ファイル（2014年7月 - 9月、日本テレビ） - 赤城左門 役
- いねむり先生（2013年9月15日、テレビ朝日） - 伊集院静 役
- 実録！ひかりTVスペシャル これが伝説の隊長、誕生の瞬間だ！〜ROAD TO 探検隊の栄光〜（2015年9月11日より配信、ひかりTV） - 杉崎正雄 役 ※映画『探検隊の栄光』のスピンオフドラマ[45]
- おかしの家 第2話（2015年10月28日、TBS） - 武田武蔵 役 [46]
- NHK特集ドラマ『海底の君へ』（2016年2月20日、NHK総合） - 前原茂雄 役[47]
- 放送90年 大河ファンタジー 「精霊の守り人」（2016年3月19日 - 4月9日、NHK） - 帝 役[48]
  - 精霊の守り人II 悲しき破壊神（2017年1月 - 3月）
  - 精霊の守り人 最終章（2017年11月 - 2018年1月）
- そして、誰もいなくなった（2016年7月 - 9月、日本テレビ） - 藤堂新一 役[49]
- 人間の証明（2017年4月2日、テレビ朝日） - 棟居弘一良 役
- リバース（2017年4月 - 6月、TBS）  - 深瀬和久 役[50]
- 世にも奇妙な物語 '17秋の特別編「夜の声」（2017年10月14日、フジテレビ） - 我堀英一 役[51]
- 新しい王様（2019年1月 - 4月、TBS） -  秋葉新 役
- 連続ドラマＷ 太陽は動かない -THE ECLIPSE-（2020年5月 - 6月、WOWOW） - 鷹野一彦 役[39]
- 青のSP―学校内警察・嶋田隆平―（2021年1月 - 3月、関西テレビ・フジテレビ） - 嶋田隆平 役[52]
- 忠臣蔵狂詩曲No.5 中村仲蔵 出世階段（2021年12月4日・11日、NHK BSプレミアム / NHK BS4K） - 謎の侍 役[53]
- Get Ready!（2023年1月8日 - 3月12日、TBS） - 下山田譲 役[54][55]
- おいハンサム!!2（2024年4月6日 - 5月25日、東海テレビ・フジテレビ） - 原さん 役[56]　※友情出演
- 全領域異常解決室（2024年10月9日 - 12月18日、フジテレビ） - 興玉雅 役[57]

### バラエティ
- 恋ボーイ恋ガール（1999年4月 - 9月、フジテレビ）
- たけしの万物創世紀（2000年1月 - 2001年3月、朝日放送）
- ファイトマネー（2001年4月 - 10月、関西テレビ）
- スゴ腕!バウト（2001年10月 - 12月、関西テレビ）
- 藤原竜也の人生逆転MOOLOG（2009年9月20日 - 12月20日、5分 × 24話、BeeTV）
- 藤原竜也の一回道（2014年3月3日 - 9月29日、全24回、ホームドラマチャンネル）（2014年10月18日 - 12月20日、全10回、テレビ東京）
- 藤原竜也の二回道（セカンドウ）（2018年10月 - 12月、テレビ東京 / 2018年10月 - 12月、BSテレ東）
- 藤原竜也の三回道（2020年4月 - 5月、テレビ東京）[58]（2020年7月 - 8月、BSテレ東）
- 藤原竜也の番組 フジタツ猪突猛進撃!!（2021年2月15日 - 3月22日、WOWOW）[59]
- 吉田類の酒場放浪記（BS-TBS）
  - 放浪1000回スペシャル（2021年2月22日） - VTR出演[60]
  - よいの日WEEK2時間スペシャル（2023年3月27日） - ロケゲスト[61]

### ドキュメンタリー
- 身毒丸と呼ばれた少年〜ロンドン公演から生まれた15歳の天才役者（1998年6月8日、フジテレビ）
- 世界ウルルン滞在記（毎日放送）
  - 氷点下35度・カナダの狩人に…藤原竜也が出会った（1999年2月14日）
  - ネパール下町の6人姉妹に…藤原竜也が出会った（2000年3月26日）
  - カナダ最後の狩人に…藤原竜也が再び出会った（2001年9月23日）
- いま、裸にしたい男たち〜藤原竜也・18歳 何やってんだろ、俺（2001年2月23日、NHK-BShi）
- 情熱大陸（2002年10月20日、毎日放送）
- 蜷川幸雄×藤原竜也〜ハムレットへの軌跡（2004年4月11日、WOWOW）
- 藤原竜也〜ロンドン紀行（2004年5月4日、テレビ東京）
- 子どもたちはペンをとった〜テレジン強制収容所（2004年8月3日、NHK） - ナレーション
- プルミエール〜総力特集 藤原竜也 in NY 23歳の挑戦（2005年8月24日、WOWOW）
- 蜷川幸雄2005〜疾走する70歳（2005年12月3日、WOWOW） - ナレーション
- 愛と生命と涙の全記録『余命1ヶ月の花嫁』乳がんと闘った24歳最後のメッセージ（2007年7月18日、TBS） - ナレーション
- 地球危機2008 何気なく暮らしている人たちへ（2008年1月4日、テレビ朝日） - リポーター
- ドキュメントスポーツ大陸『世界で闘うために〜浦和レッズ 闘莉王〜』（2008年1月12日、NHK） - ナレーション
- スポーツ大陸（2008年4月 - 2009年3月、NHK） - ナビゲーター
- 愛と生命のメッセージ『余命1ヶ月の花嫁』千恵さんが残したもの （2008年5月7日、TBS） - ナレーション
- HVプレミアム8「偉大なるミステリー作家たち(1) エドガー・アラン・ポー 200年目の疑惑 〜探偵・明智小五郎の調査報告〜」（2009年3月31日、NHK-BShi）
- 第18回FNSドキュメンタリー大賞『罪と罰〜娘を奪われた母、弟を失った兄、息子を殺された父〜』（2009年4月12日、東海テレビ） - ナレーション
- テレメンタリー『語り継がれる星に〜菊池雄星18歳の真実』（2010年1月11日、岩手朝日テレビ） - ナレーション
- 長渕剛 30th Anniversary BOX〜PREMIUM of the DOCUMENT（2010年6月9日、ユニバーサル） - ナレーション
- ソロモン流（2010年6月27日、テレビ東京）
- 藤原竜也〜演劇の遺伝子（2010年9月11日、テレビ朝日）
- あの日の携帯メール〜3・11アスリートの葛藤と決断〜（2011年6月11日、日本テレビ） - ナレーション
- NHKスペシャル「ヒューマン なぜ人間になれたのか（全4回）」（2012年1月22日、29日、2月19日、26日、NHK） - プレゼンター
- WOWOWノンフィクションW 映画「仁義なき戦いを書いた男 脚本家・笠原和夫 創作の記録」（2014年1月10日、WOWOW） - ナレーション
- THE世界遺産（2014年4月6日 - 2017年9月24日、TBS） - ナレーション
- その生涯には謎がある～ケネディ生誕100年 暗殺の真相と知られざる素顔に迫る（2017年11月14日、BS-TBS） - ナレーション
- NHKスペシャル「看護師たちの限界線 〜密着 新型コロナ 集中治療室〜」（2021年4月17日、NHK） - ナレーション[62]
- いまこそ、シェイクスピア（2021年5月15日、NHK BSP）[63]

### ラジオ
- 藤原竜也と妻夫木聡のチャレンジ・ナイツ（1999年5月 - 2000年3月、ニッポン放送）
- 藤原竜也のオールナイトニッポンSUPER（2000年7月28日、ニッポン放送）
- 藤原竜也inバトルロワイアルII（2003年6月27日、ニッポン放送）
- SUNTORY THEATER ZERO-HOUR（2004年4月19日 - 23日、J-WAVE） - ゲスト、『美しい星 (小説)』朗読
- 日本昔ばなし〜セブンイレブン フェアリー・ストーリーズ （2005年6月26日、TOKYO FM） - 『宝くらべ』朗読
- 小栗旬のオールナイトニッポン（2009年2月18日、10月7日、2010年2月17日、ニッポン放送） - ゲスト
- 藤原竜也のオールナイトニッポン 『インシテミル』スペシャル （2010年10月18日、ニッポン放送）
- Sky presents 藤原竜也のラジオ（2019年1月18日 - 、朝日放送ラジオ）

### 声優

#### 洋画吹替
- スチュアート・リトル（2000年） - スチュアート 役
- スチュアート・リトル2（2002年） - スチュアート 役
- スチュアート・リトル3 森の仲間と大冒険（2006年） - スチュアート 役
- インデペンデンス・デイ: リサージェンス（2016年） - ジェイク・モリソン 役[64]

#### 海外ドラマ吹替
- IRIS-アイリス-（2010年、TBS） - キム・ヒョンジュン 役

#### 劇場アニメ
- ラマになった王様 日本語吹替（2001年） - クスコ 役
- 借りぐらしのアリエッティ（2010年） - スピラー 役
- ポケモン・ザ・ムービーXY 光輪の超魔神 フーパ（2015年） - バルザ 役
- ルパン三世 THE FIRST（2019年） - ゲラルト 役
- ワンス・アポン・ア・スタジオ -100年の思い出- 日本語吹替（2023年） - クスコ 役

#### テレビアニメ
- 逆境無頼カイジ 破戒録篇 第26話（2011年、日本テレビ） - 黒服 役

#### OVA
- おでまし小魔神フーパ（2015年） - バルザ 役

#### Webアニメ
- ファントム オブ キル -Zeroからの反逆-（2016年） - 主演・ゼロ 役[65]

#### ゲーム
- 龍が如く3（2009年、PlayStation 3） - 島袋力也 役
- 龍が如く6 命の詩。（2016年、PlayStation 4） - 宇佐美勇太 役
- 龍が如く7外伝 名を消した男（2023年11月9日、PlayStation 5 PlayStation 4 Xbox Series X/S Xbox One Steam Windows） - 宇佐美勇太 役

#### 人形劇
- シャーロック ホームズ（2014年、NHK） - ホズマ・エンジェル、ウィンディバンク 役

#### その他
- 超ギョギョッとサカナ★スター[注 5]（2022年10月16日 -、NHK総合） - ナレーター（横田栄司の体調不良に伴う代役）[66]

### CM・観光大使
- ゼルダの伝説 時のオカリナ（1998年11月、任天堂）
- とんがりコーン（1999年 - 2000年、ハウス食品）
- 紅茶花伝（2000年、日本コカ・コーラ）
- イノセンスDVD（2004年、講談社）
- 匠 TAKUMI（2004年 - 2005年、東洋水産）
- ダイアパレス（2005年 - 2008年、ダイア建設）
- 初代ニューカレドニア観光親善大使（2006年）
- 秩父市観光大使（2009年）
- キリンゼロ〈生〉（2010年、キリンビール）
- グリコワゴン（2011年、グリコ）
  - じゃんけんグリコ2020（2020年、グリコ）
- 金鳥の渦巻（2010年「夏の封を切る篇」、2011年「夏はくるくる篇」、2012年「75cmの秘密篇」、2013年「大切な話篇」、2014年「未来の話篇」、2015年「さされる・かまれる篇」、2016年「高いのはなぜでしょう篇」、2017年「だーれだ?篇」、2018年「ひやむぎ篇」、2019年「見えないところ篇」、2020年「一人将棋篇」、2021年「愛の渦巻篇」、2022年「竜也の部屋篇」、KINCHO）
- 平成27年度JRA-VANイメージタレント（2015年 - 2018年「データで競馬が見えてくる『レース傾向篇』」、JRA-VAN）
- SKYSEA Client View（2015年 - 、Sky株式会社）
- SOMPOホールディングス 損保ジャパン日本興亜（2015年 - 2019年「SOMPOの未来」篇、損保ジャパン日本興亜）
- 花王ヘルシア（2016年 - 2018年、花王）
  - 8x4MEN ロールオン「濃厚ロールオン会議篇」（2022年、花王）
- ドラゴンクエストXI 過ぎ去りし時を求めて（2017年、スクウェア・エニックス）
- ウィルキンソン・ハードナイン、ドライセブン（2019年、アサヒビール）
- D'URBANブランド誕生50周年イメージキャラクター（2019年、レナウン）
- タウンワーク 誰かな?「登場SF篇」「バーバー篇」「カンフー篇」（2019年 - 2020年、リクルートジョブズ）
- LINE:ディズニー ツムツム「『アナと雪の女王2』新ツム登場予告篇・降臨篇」「100兆個チャレンジ篇」（2019年、LINE）
- ステート・オブ・サバイバル「何をしたって、ぶっ生き抜け。」篇（2021年、KingsGroup International）
- ENEOS新車のサブスク（2022年、ENEOS）
- 明治プロビオヨーグルトLG21（2022年、明治）[67]
- Cook Do 熟成豆板醤（2024年、味の素）[68]

## DVD
- 『JUNK＋FUNK』（2002年3月、ポニーキャニオン）
- 『moon』（2004年8月、ポニーキャニオン）
- 『世界ウルルン滞在記 Vol.5 藤原竜也』（2009年1月、CKエンタテインメント）
- 『情熱大陸×藤原竜也』（2009年1月、ジェネオン エンタテインメント）
- 『藤原竜也 演劇の遺伝子』（2010年10月、ポニーキャニオン）

## 書籍

### 写真集
- 『1/f-YURAGI』（1999年9月、フールズメイト、ISBN 4938716178）
- 『Persona』（2000年6月、角川書店、ISBN 4048532200）
- 藤原竜也×妻夫木聡×三池崇史『SABU ガイドブック』（2002年10月、キネ旬ムック、ISBN 4873765897）
- 『twenty ONE』（2003年11月、POTATO編集部・学研、ISBN 4054021603）
- 蜷川幸雄×藤原竜也×鈴木杏『Photo Book ロミオとジュリエット』（2005年2月、双葉社、ISBN 457529781X）
- 『no control』（2005年10月、文藝春秋、ISBN 4163675205）
- 『カメレオン OFFICIAL PHOTO BOOK』（2008年6月、太田出版、ISBN 4778311337）
- 藤原竜也×篠山紀信『竜也 いまの俺』（2008年7月、集英社、ISBN 4087813770）

### 著書
- 『ボクらの時代 自分を「美しく」見せる技術』（中村勘太郎、高橋大輔との共著。2008年8月、扶桑社）

### 連載
- 『FRaU』内（2004年6月 - 半年間、講談社）
- 『TV STATION』内（2002年 - 4年間、ダイヤモンド社）

## 受賞歴
- 第36回ゴールデン・アロー賞 新人賞（1999年）
- 第37回ゴールデン・アロー賞 演劇賞（2000年）
- 第43回ブルーリボン賞 新人賞（2000年、『バトルロワイアル』）
- 第10回東京スポーツ映画大賞新人賞（2000年、『バトルロワイアル』）
- 第24回日本アカデミー賞 主演男優賞・新人俳優賞 (2000年、『バトルロワイアル』）
- 2003年 エランドール賞 新人賞（2003年）[69]
- 第38回紀伊國屋演劇賞 個人賞（2004年、『ハムレット』）
- 第3回 朝日舞台芸術賞 寺山修司賞（2004年、『ハムレット』）
- 第11回読売演劇大賞 優秀男優賞・杉村春子賞（2004年、『ハムレット』）
- 第27回日本アカデミー賞 優秀主演男優賞（2004年、『バトル・ロワイアルII 【鎮魂歌】』）[70]
- 第18回日本映画プロフェッショナル大賞 主演男優賞（2009年、『カメレオン』）
- 第37回放送文化基金賞 演技賞（2011年、『遺恨あり 明治十三年 最後の仇討』）[71]
- 第41回日本アカデミー賞 優秀主演男優賞（2018年、『22年目の告白 -私が殺人犯です-』）